# Флеволанд
Фле́воланд (нидерл. Flevoland) — провинция в центре Нидерландов, самая молодая в составе королевства. Находится в центральной части страны, на осушенной территории озера Эйсселмер. Провинция была основана 1 января 1986 года. Делится на шесть общин. Столица — Лелистад, крупнейший город — Алмере. Население 398 441 человек (11-е место среди провинций; данные 2013 года).

## География

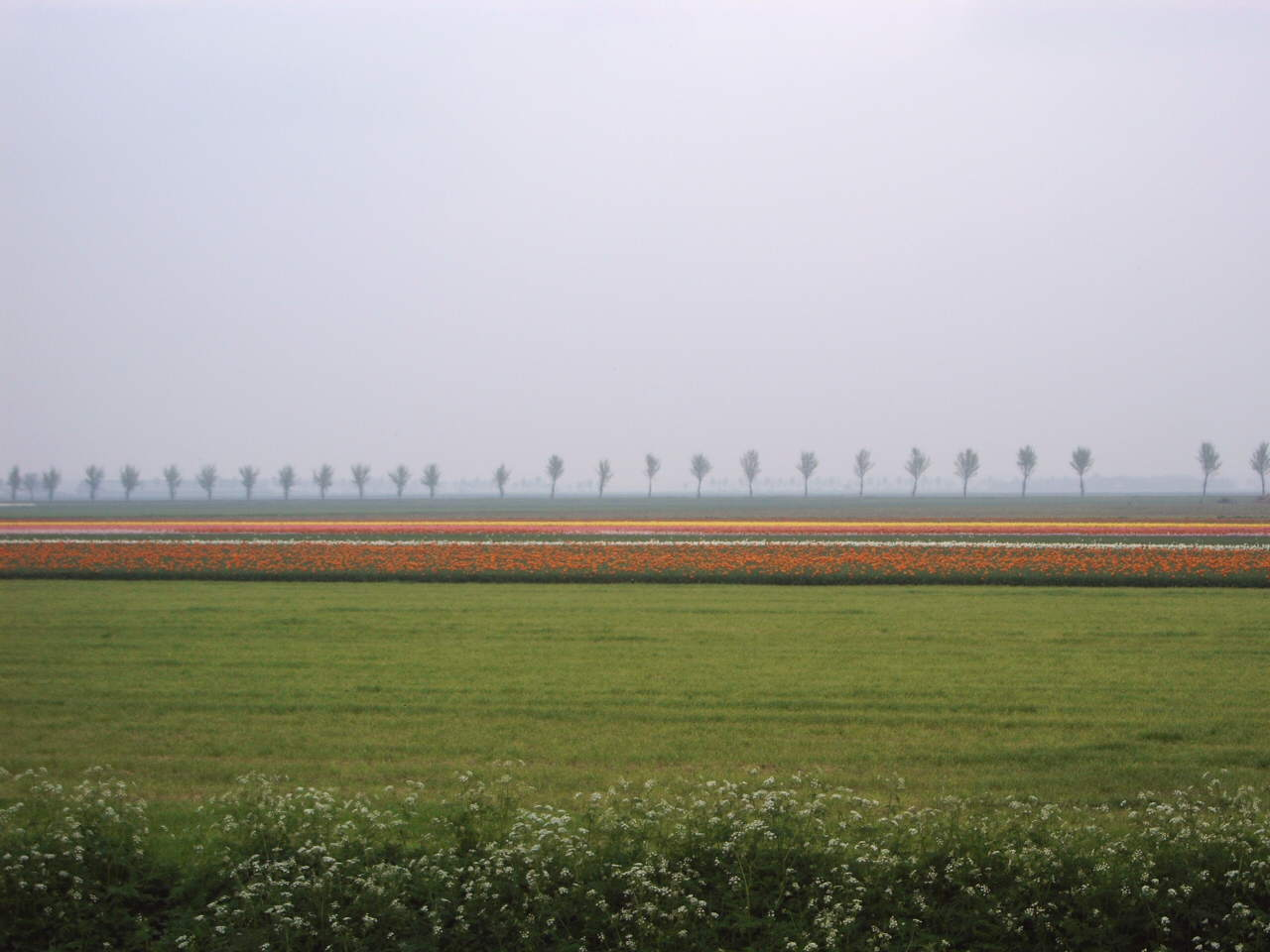
Цветочное поле между Зеволде и Алмере, Флеволанд.

Площадь территории 2412,30 км² (включая воду 10-е место), в том числе суша — 1417,50 км² (11-е место).

### Общины
| 1. Алмере — самая западная часть южного острова. С 1976. 2. Дронтен — самая восточная часть южного острова. С 1960. 3. Лелистад — север центральной части южного острова. С 1967. 4. Нордостполдер — большая часть северо-восточного польдера. С 1962. 5. Урк — небольшая область на западе северо-восточного польдера. С 966. 6. Зеволде — южная часть южного острова. С 1979. | Муниципалитеты Флеволанда |

## История
Первые поселенцы на территории Флеволада появились в 966 году в районе города Урк. В течение нескольких сотен лет город Урк находился на острове. На территории провинции Флеволанд в XIII—XX веках находилась часть залива Зёйдерзе Северного моря, который вдавался вглубь территории Нидерландов и занимал акваторию площадью 5000 км². В 1916 году произошло крупное наводнение, после которого было принято решение об осушении части залива. В 1927—1933 годах была построена дамба Афслёйтдейк, отделяющая Северное море от залива и впоследствии создано мелкое пресноводное озеро Эйсселмер. После строительства второй дамбы, получившей название Хаутрибдейк, оно было разделено на две части, которые на сегодняшний момент носят названия озёр Маркермер и Эйсселмер. В 1975 году часть озера Эйсселмер была осушена и 1 января 1986 года на месте его южной и восточной части была образована провинция Флеволанд.

## Политика
В провинциальном парламенте представлены Форум за демократию-8, НПСД — 6, ПС − 4, ЗеленыеЛевые — 4, ХДП −3, ПТ-3, ХС-3, СП-2, 50п-2, д66-2, пж-2, рпп −1, денк-1 место.

## Экономика

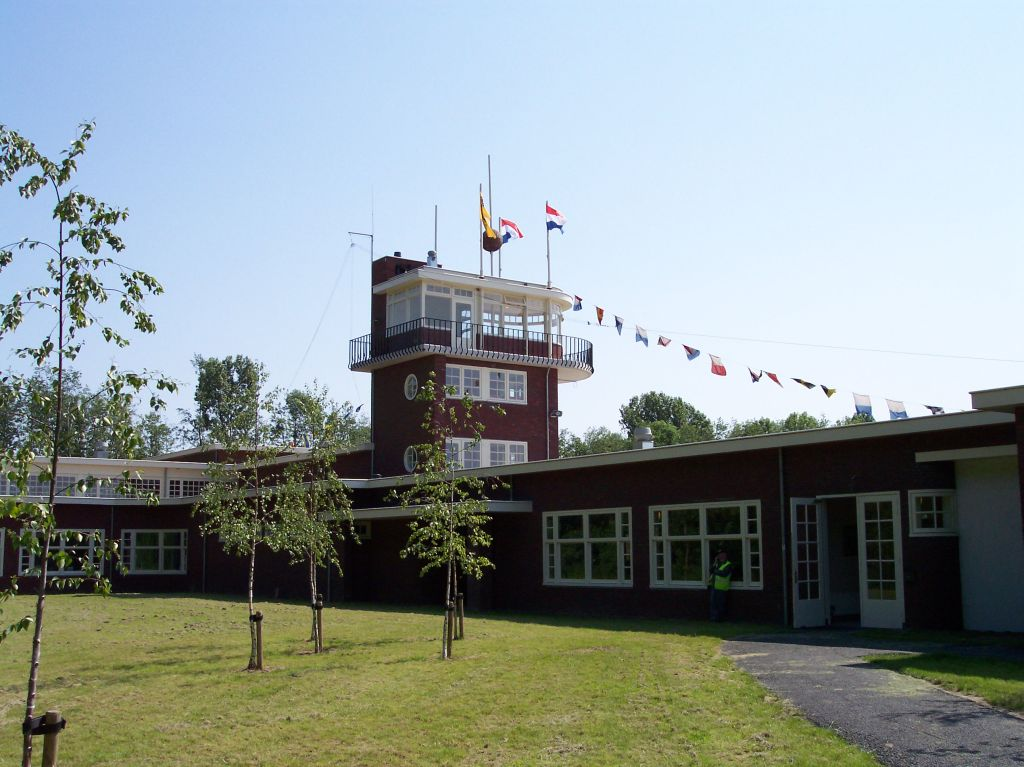
Аэродром в Лелистаде.

Основные отрасли экономики — туризм, сельское хозяйство, рыболовство.

## Больницы
До 2019 года во Флеволанде было четыре больницы: одна в Алмере, одна в Лелистаде и две в Эммелорде. Медицинский центр в Zuiderzee в Лелистаде был объявлен банкротом 25 октября 2018 года.

## Достопримечательности
- Авиодром (Aviodrome) — авиационный музей-тематический парк в Лелистаде. Музей располагает большой коллекцией самолётов, в том числе Boeing 747. На территории музея построена реплика (современная копия) первого аэровокзала амстердамского аэропорта Схипхол.
- Схокланд — бывший остров, рыбацкая деревня-музей. Входит в список Всемирного наследия ЮНЕСКО. Расположен на территории муниципалитета Нордостполдер.
- Урк — рыбацкий посёлок, до создания польдера находившийся на острове. В посёлке построен маяк.
- Оствардерсплассе — природный заповедник, созданный в 1986 году. Территория около 56 км². Представляет собой образец заболоченных территорий, характерных для дельт европейских рек (до начала природно-хозяйственной деятельности человека).
- Верфь «Батавия» — верфь, на которой строятся суда XVII века по аутентичным технологиях той эпохи. Кроме своей непосредственной задачи является тематическим парком и центром судостроительных ремёсел XVII века.